# 飛呀！科學小飛俠
《飛呀！科學小飛俠》是2005年5月30日商周出版出版的書籍，作者為張哲生，介紹數十部於民國60~80年代（1970~1990）在台灣播出的卡通影片。

## 內容介紹
該書介紹民國60～80年代（1970~1990）在台灣播出的卡通影片，包括了《科學小飛俠》、《旋風小飛俠》、《無敵鐵金剛》、《太空飛鼠》、《藍色小精靈》、《霹靂貓》、《太空突擊隊》、《小英的故事》、《大力水手》、《太空超人》、《恐龍救生隊》、《星星王子》、《小蜜蜂》、《小甜甜》、《北海小英雄》、《龍龍與忠狗》、《小天使》、《海王子》、《小叮噹》、《老夫子》等。

## 外部連結
- 張哲生的Facebook專頁（作者張哲生的Facebook專頁）